# Niccolò Serra
Niccolò Serra (Génova, 17 de Novembro de 1706 — Ferrara, 14 de Dezembro de 1767) foi um cardeal e arcebispo da Igreja Católica Romana italiana.

## Biografia
Nasceu o segundo de três filhos de Francesco Maria e Laura Negroni, pertencentes a uma família da nobreza genovesa que já havia dado à Igreja outros dois cardeais: Giacomo Serra (1611) e Francesco Serra (1831). Pelo ramo materno era aparentado com um outro cardeal, Giovanni Battista Spinola (1733).
Os seus pais encaminharam-no para a carreira eclesiástica, enviando-o para Roma para estudar, primeiro no Colégio Clementino dos Clérigos Regulares de Somasca, os Padres Somascos, e depois na Università la Sapienza, onde obteve o doutoramento em in utroque iure a 23 de Março de 1730.
Em 1731 foi nomeado vice-legatário em Urbino e depois sucessivamente governador de Camerino (28 de Julho de 1732), de Ancona (4 de Setembro de 1734), de Viterbo (7 de Janeiro de 1741), de Perugia (12 de Agosto de 1741), de Castelnuovo e Montone (1744-1746). Regressado a Roma, foi nomeado presidente da Zecca (1745-1746), dos cárceres (1747-1749), das estradas (1751-1753).
A 8 de Dezembro de 1753 recebeu as ordens menores, a 16 e a 21 de Dezembro de 1753 foi ordenado subdiácono e diácono e a 28 de Dezembro de 1753 foi ordenado sacerdote.
A 14 de Janeiro de 1754 foi eleito arcebispo titular de Mitilene, recebendo a 20 de Janeiro daquele ano a ordenação episcopal em Roma, na Igreja de Santo Inácio de Loyola em Campo Marzio, das mãos do cardeal Giuseppe Maria Feroni.
A 9 de Fevereiro de 1754 foi nomeado núncio apostólico na Polónia. Regressou a Roma em Junho de 1760 e foi nomeado auditor geral da Câmara Apostólica.
Foi creado cardeal-presbítero pelo papa Clemente XIII no consistório de 26 de Setembro de 1766. No dia 1 de Dezembro de 1766 obteve o título de Santa Cruz de Jerusalém. No mesmo dia foi nomeado, por um triénio, legado pontifício em Ferrara.
Faleceu em Ferrara no ano seguinte, vítima de enfarte, a 14 de Dezembro de 1767. Os seus restos mortais foram sepultados na capela de São Jorge da catedral daquela cidade.

## Genealogia episcopal
- Cardeal Scipione Rebiba
- Cardeal Giulio Antonio Santorio
- Cardeal Girolamo Bernerio, O.P.
- Arcebispo Galeazzo Sanvitale
- Cardeal Ludovico Ludovisi
- Cardeal Luigi Caetani
- Cardeal Ulderico Carpegna
- Cardeal Paluzzo Paluzzi Altieri degli Albertoni
- Papa Bento XIII
- Cardeal Giuseppe Maria Feroni
- Cardeal Niccolò Serra